# Victor Champier
Victor Antoine Champier est né le 3 octobre 1851 à Feurs et mort en décembre 1929 à Roubaix, est un critique d'art et un enseignant français.

## Biographie
En 1876, Victor Champier fonde la société du musée des Arts décoratifs de Paris, sur le modèle de South Kensington Museum à Londres.
L’État décide de soutenir la création d’un réseau d’écoles en province pour encadrer l’essor des arts appliqués à l’industrie, dont 
l'École nationale supérieure des arts et industries textiles à Roubaix en 1882. Sous la direction de Victor Champier en 1902, cette école-musée unique par sa spécialité, est érigée en modèle et visitée par les délégations étrangères. Il en est l'administrateur et le directeur de cette école au moins jusqu'à la fin 1929.
En mars 1880 il fonde et devient directeur de la Revue des arts décoratifs jusqu'en 1902, après avoir été le directeur de publication du Musée universel. Cette revue intègre, de façon irrégulière, le Bulletin officiel de l'Union centrale des arts décoratifs, jusqu'en 1900. Elle est absorbée par la revue L'Art décoratif en septembre 1902, dirigée par Eugène Belville.
Pendant un temps il fut le secrétaire de Gustave Vapereau. Dans ces œuvres il a utilisé des pseudonymes comme Cyrano, A. Balmont ou L. Francœur.
Le 30 septembre 1920 il est nommé officier de la Légion d'honneur.

## Publications
- Guide illustré 1884 de l'Union centrale des Arts décoratifs par Victor Champier ; publié sous la direction de François- Guillaume Dumas, 1884
- Les anciens almanachs illustrés, histoire du calendrier depuis les temps anciens jusqu'à nos jours, éd. L. Frinzine et cie, 1886, par Victor Champier
- Les Bijoux anciens et modernes. Préface par M. Victor Champier, éd Sté d’encouragement pour la propagande des livres d’art, Paris, 1887
- Etude des ornements. Préface de Victor Champier, directeur de la "Revue des Arts décoratifs" Librairie J. Rouam, sd 1896
- Le Palais-Royal d'après des documents inédits (1629-1900), éd Société de propagation des livres d'art, 1900, par Victor Champier T1  T2 , prix Charles Blanc de l’Académie française en 1902
- Le mobilier Flamand, éd C. Massin, 1926, par Victor Champier
- L' art dans les Flandres françaises aux XVIIe et XVIIIe siècles après les conquêtes de Louis XIV, imp. Reboux, 1926 par Victor Champier

## Distinctions
- Officier de la Légion d'honneur (1920)